# HD 65211
HD 65211，又名CD-43 3737，SAO 219157、HR 3101，是一颗恒星，视星等为6.02，位于銀經258.53，銀緯-7.93，其B1900.0坐标为赤經7h 52m 31.5s，赤緯-43° -7.93′ 45″。